# Viaggio di Mosè in Egitto
Il Viaggio di Mosè in Egitto è un affresco (350x572 cm) di Pietro Perugino e aiuti, realizzato verso il 1482 e facente parte della decorazione del registro mediano della Cappella Sistina in Vaticano.

## Storia
Nel 1480 Perugino si trovava nell'antica basilica vaticana ad affrescare una cappella per conto di Sisto IV, ottenendo un tale successo da ricevere, subito dopo, la nuova commissione per la decorazione della ricostruita cappella papale, detta poi Sistina in onore del papa. In quest'impresa venne presto affiancato da un'équipe di pittori fiorentini, inviati appositamente da Lorenzo de' Medici.
Il tema della decorazione era il parallelismo tra le Storie di Mosè e quelle di Cristo, che evidenziasse la continuità tra Vecchio e Nuovo Testamento e la trasmissione della legge divina dalle tavole della Legge al messaggio evangelico di Gesù, il quale poi scelse san Pietro come suo successore, legittimando il potere, la supremazia e l'infallibilità dei suoi successori, cioè i pontefici stessi. I pittori della Sistina si attennero a comuni convenzioni rappresentative in modo da far risultare il lavoro omogeneo, come l'uso di una stessa scala dimensionale, struttura ritmica e rappresentazione paesaggistica; inoltre utilizzarono accanto ad un'unica gamma cromatica le rifiniture in oro in modo da far risplendere le pitture con i bagliori delle torce e delle candele.
Perugino, con numerosi aiuti richiesti dalla vastità di un'opera del genere, tra cui il giovane Pinturicchio, dipinse almeno sei scene, di cui se ne sono oggi conservate tre. La presenza di Pinturicchio è tradizionalmente riferita al gruppo degli astanti, ma studi più recenti ne hanno drasticamente ridotto l'intervento. La solidità dell'impianto volumetrico di tali figure è scarsamente compatibile con la serie di Madonne giovanili, ma anche con gli affreschi successivi e sarebbe piuttosto da riferire ad Andrea d'Assisi soprannominato l'Ingegno, a Rocco Zoppo e più dubitativamente allo Spagna e a Bartolomeo della Gatta, altri collaboratori di Perugino menzionati da Vasari.

## Descrizione e stile

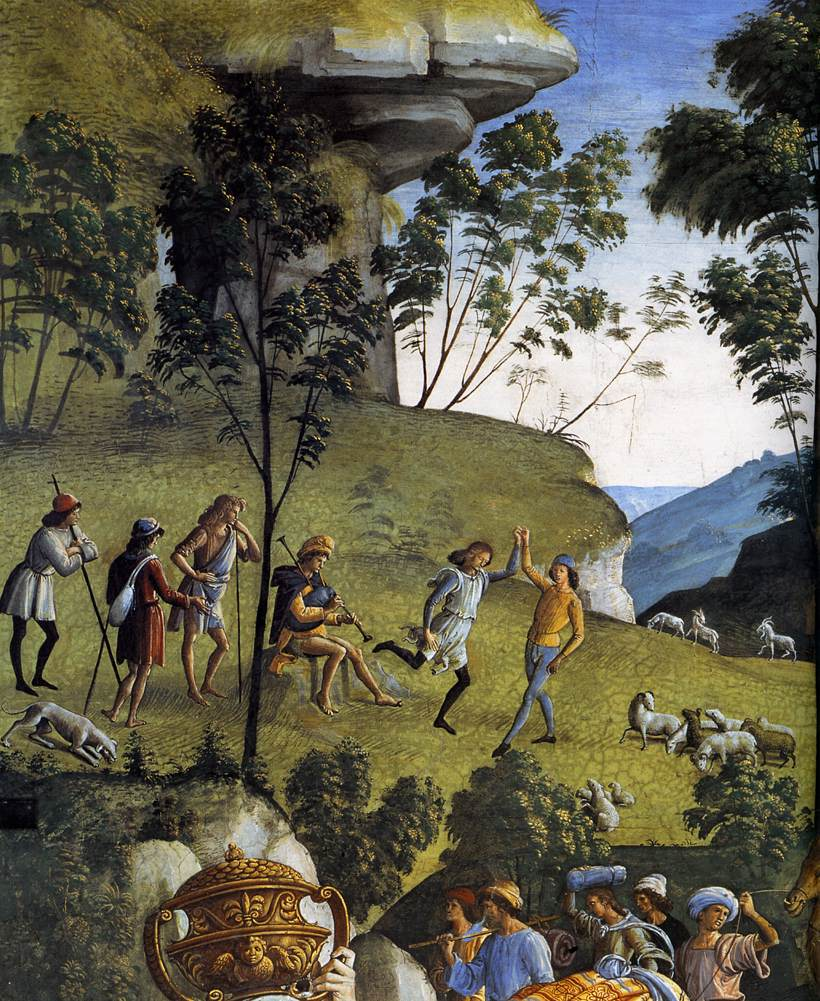
Dettaglio

La scena del Viaggio di Mosè in Egitto è la prima della parete a destra dell'altare, guardando verso di esso, ed è in parallelo con il Battesimo di Cristo sul lato opposto. C'era infatti un preciso parallelismo tra le cerimonie della circoncisione e del battesimo rispettivamente nel mondo ebraico e cristiano, sottintendendo anche la dimensione più profonda e spirituale del secondo. In tale senso il battesimo, come scritto anche da sant'Agostino e molti dei Padri della Chiesa, era una sorta di "circoncisione spirituale" per i fanciulli.
La storia narrata nell'affresco mostra la partenza di Mosè (vestito di giallo e verde) per l'Egitto dopo l'esilio nella terra di Madian. Al centro un angelo lo ferma chiedendogli di circoncidere il suo secondo figlio, Eliezer (scena a destra), come segno fisico dell'Alleanza stipulata da Dio con la stirpe di Abramo. Della cerimonia si occupa la madre Zippora.
Anche in questo caso la scena è composta secondo principi di equilibrio e simmetria, coi due gruppi in primo piano che fanno perno sull'angelo al centro e sullo sperone roccioso che si leva su di lui. Su questo asse, in secondo piano si vede anche il congedo di Mosè e di sua moglie da Ietro. Ai lati si distende un dolce paesaggio collinare, punteggiato di sottili alberelli (tra cui un palmizio, simbolo di sacrificio cristiano), che sfuma in lontananza secondo le regole della prospettiva aerea, rischiarato da lumeggiature dorate. Molti uccelli solcano il cielo, tra cui due che si accoppiano in volo, alludendo ai cicli della natura che si rinnovano. Questo clima bucolico è richiamato anche dal gruppo di pastori danzanti in secondo piano a sinistra, legati dopotutto alle storie di Mosè, che era diventato pastore al servizio di Ietro. Le figure delle donne con vesti svolazzanti, che tengono in testa vasi e altro, sono una citazione di un motivo tipicamente fiorentino, usato ad esempio sia da Botticelli che da Ghirlandaio.